# Aeroportul Juan de Ayolas
Aeroportul Juan de Ayolas (IATA: AYO, ICAO: SGAY) este un aeroport din Ayolas⁠(d), Misiones⁠(d), Paraguay ce deservește zona Misiones⁠(d). A fost numit după Juan de Ayolas⁠(d).
Situat la o altitudine de 68 m, aeroportul dispune de o singură pistă.